# Fil de ris

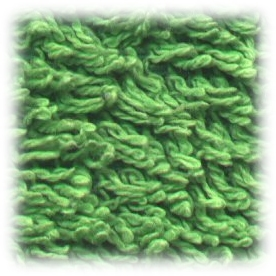
Teixit o roba de ris

El fil de ris és un tipus de fil amb forma de rissos, bagues o anelletes fet de cotó, que s'utilitza en un segon ordit per al teixit de ris o rus, dit també pelfa, que pot tenir aquestes anelletes a una de les seves cares o a les dues. Per llur gran poder absorbent de la humitat, els teixits de ris són emprats per a fer tovalloles, barnussos i draps de cuina.
Hom pot obtenir també l'efecte de ris en certes parts del teixit seguint un dibuix, amb l'ajuda de la maquineta de lliços o de la màquina jacquard, i aleshores hom diu que el teixit és un teixit de ris llavorat.

## Propietats

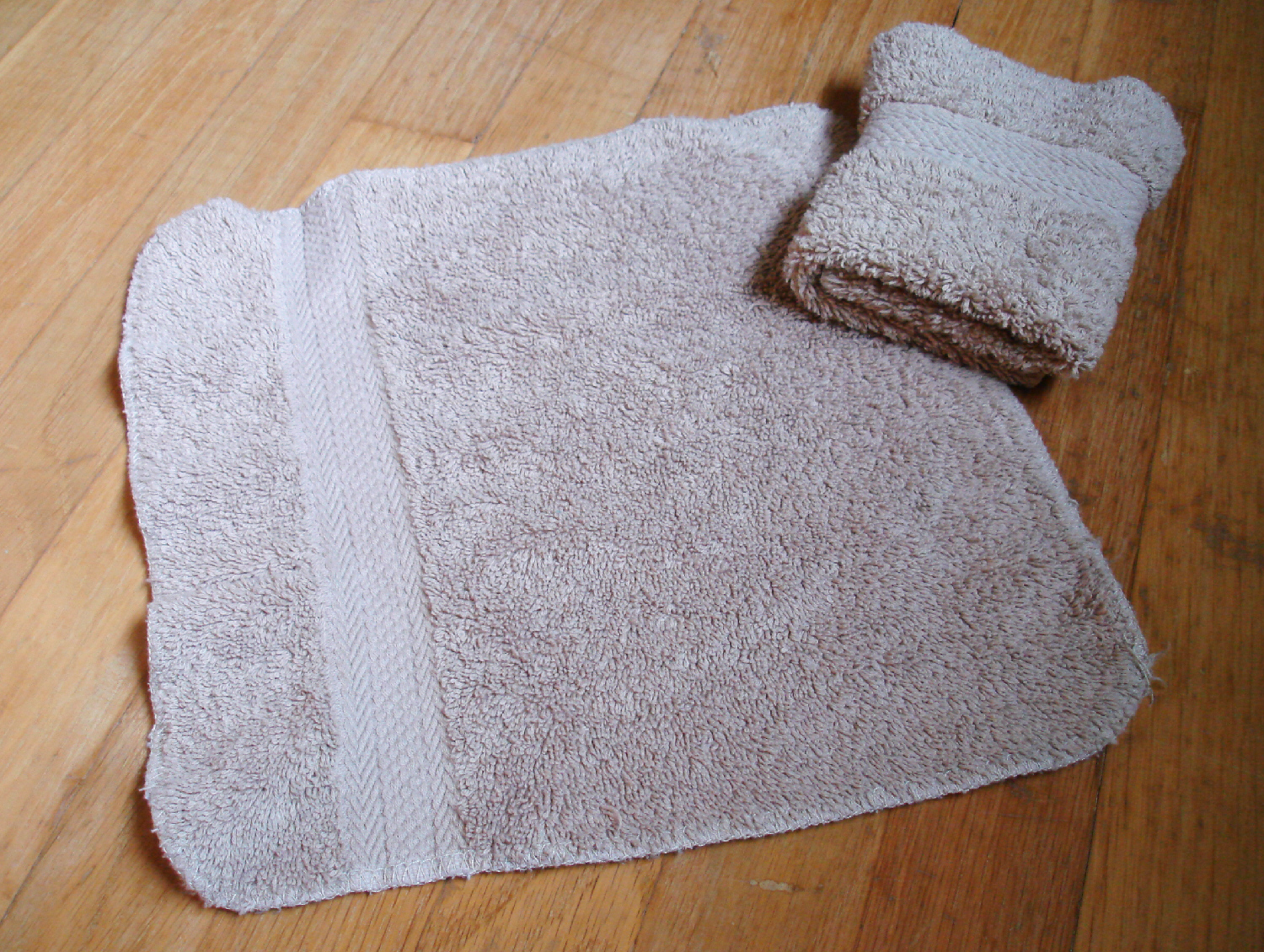
Tovalloletes fetes de ris

Esquemes que mostren el teixit i formació de rissos simples, és a dir a una sola cara de la tovallola (a dalt); i dobles, a ambdues cares (a baix, a l'esquema).

Tot i que vulgarment diem que aquest teixit és absorbent, en realitat el ris destaca pel seu alt poder d'adsorció. Això vol dir que l'aigua es diposita sobre la superfície de les fibres. Així, l'estructura del fil i del teixit poden afectar la capacitat d'adsorció d'aquest. Com més superfície hi hagi, i això al ris s'aconsegueix amb la forma d'anelletes, més aigua es pot dipositar a sobre. Aquesta propietat fa que el ris sigui especialment interessant i, per tant, s'empri principalment, a la fabricació de tovalloles. Una tovallola de ris adsorbeix més aigua que una de vellut, a la qual els fils són rectes i no donen la volta, proporcionant així menys superfície de contacte.
El ris, d'altra banda, triga més a assecar-se qua altres teixits, justament a causa de la seva capacitat per a retenir l'aigua.
L'absorció d'aigua, que comunament s'entén com que és la tovallola la que "xucla", tècnicament, a la indústria tèxtil, vol dir que l'aigua penetra a l'interior de les fibres.

## Fabricació
Per a fabricar el ris són necessaris dos ordits desenrotllats de diferents plegadors. L'ordit que, juntament amb la trama, forma el teixit de fons és fortament tesat en el teler, mentre que l'ordit de ris és teixit molt fluix.
El teler té, a més, un mecanisme especial per mitjà del qual la pua de teixir, en batre la trama, dona dos cops curts o més i un de més llarg, de manera que en el curs de dues passades o més la trama lliga lleugerament els dos ordits a una petita distància del començament del teixit, i quan ve el cop més llarg la pua s'emporta aquest grup de passades de trama que llisca al llarg de l'ordit de fons, que és tens, però arrossega l'ordit de ris, que és fluix, el qual s'ondula formant els rissos. El lligat emprat és especial, i pot donar rissos en una cara o en totes dues del teixit.